# کوشتانسگ
کوشتانسگ (به مجاری:  Kustánszeg) یک منطقهٔ مسکونی در مجارستان است که در زالا واقع شده‌است.